# ズゴジェレツ
ズゴジェレツ（ポーランド語: Zgorzelec [zɡɔˈʐɛlɛt͡s] ( 音声ファイル)）は、ポーランド南西部の町。人口は2019年の時点で3万0374人。ドルヌィ・シロンスク県（1975年から98年まではイェレニア・グラ県）に属し、ズゴジェレツ郡の中心地である。ズゴジェレツ基礎自治体（グミナ）には入らず、町自体でひとつの都市型自治体を形成する。ナイセ川に面する。

## 歴史
1945年までズゴジェレツとゲルリッツは一つの街として、歴史を共有してきた。
町の建設年代はよく分かっていない。初めて歴史上に登場した1071年には、ゲルリッツはGorelicというラウジッツ地方の小さな村だったが、その後まもなくボヘミア地方に入った。13世紀に少しずつ町になっていった。「ヴィア・レギア」と呼ばれる交易路が通っていたため繁栄し、数世紀にわたってゲルリッツはバウツェン、カメンツ、ラウバン（現 ルバニ）、レバウ、ツィッタウとともに六都市同盟の一翼を成した。
ポーランド南部の町、ゴルリツェはポーランド王カジミェシュ3世治下で東方植民末期の1354年にゲルリッツからやってきたドイツ人入植者によって建設された。
三十年戦争中の1635年、ゲルリッツを含む低ラウジッツ地方はザクセン公国領となった。さらにナポレオン戦争後の1815年に開かれたウィーン会議でプロイセン王国に入り、1945年までラウジッツ州に属した。
第二次世界大戦後にポーランド＝東ドイツの国境線として策定されたオーデル・ナイセ線により、ナイセ川にあったゲルリッツは二国に分断された。ドイツ側はゲルリッツのままだったが、ポーランド側はズゴジェレツと地名を変更。ドイツ系住民は逃れたが、その代わりポーランド人とギリシャ人がやって来た。
1948年のはじめ、ギリシャ内戦で生まれた共産パルチザンなどの1万人のギリシャ難民がポーランドに逃れたが、彼らは主にズゴジェレツに入植した。ギリシャ人の学校や老人ホームが設けられ、工場もギリシャ人を公平に雇用した。彼ら避難民の大半は後々本国に帰還したが、一部は未だ留まっている。1999年からは毎年、国際ギリシャ歌謡祭が開かれている。
1950年には町のコミュニティ・センターにおいて、ポーランドと東ドイツの間でズゴジェレツ条約が調印された。
1989年の共産体制崩壊後、ズゴジェレツとゲルリッツは政治的結びつきを強化している。第二次大戦中にドイツ部隊によって爆破されたナイセ川に架かる二つの橋も再建され、橋を通っていたバスも運行を再開した。年に一度、双方の議会が合同議会を開く。2006年には2010年度の欧州文化首都に共同で立候補したが、エッセンに惜敗した。

## スポーツ
男子バスケットボールチームのトゥルフ・ズゴジェレツが本拠地としている。

## ギャラリー

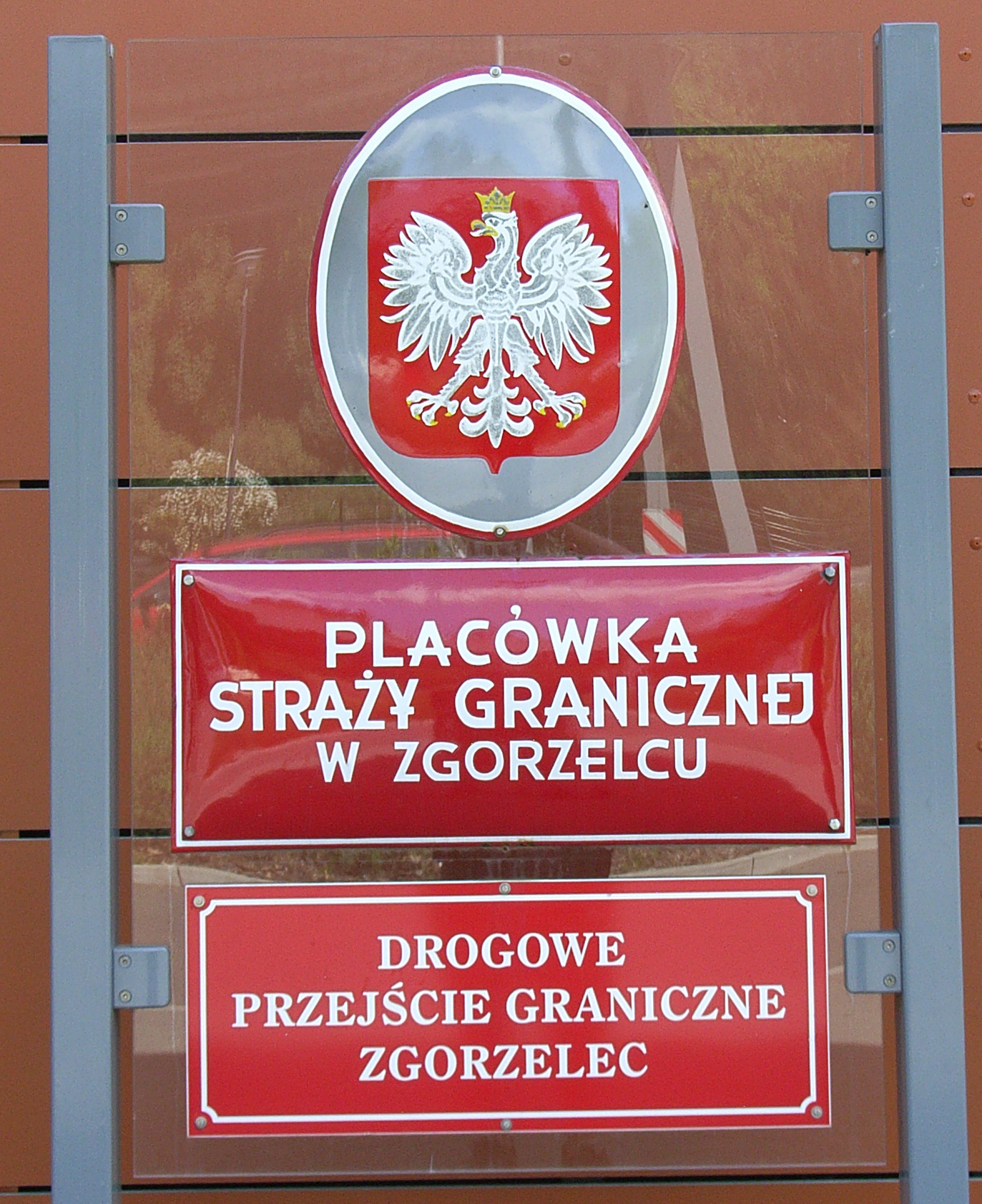
国境標識
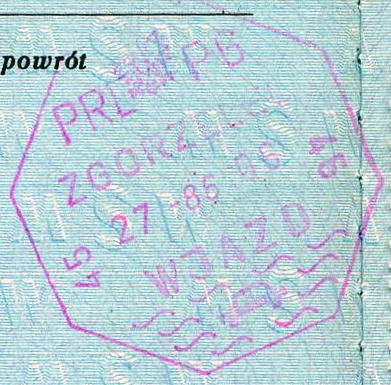
共産体制初期の入国スタンプ
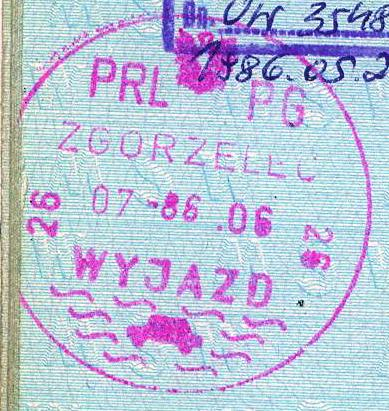
同じころの出国スタンプ
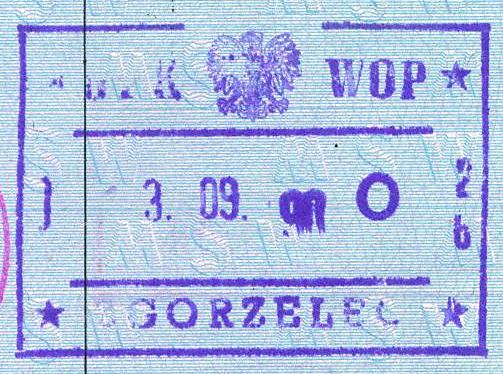
共産体制崩壊後のパスポートスタンプ